# BR-154
Pour les articles homonymes, voir Route 154.
La BR-154 est une route fédérale du Brésil. Son point de départ se situe à Cachoeira Dourada, dans l'État de Goiás, et elle s'achève à Lins, dans l'État de São Paulo. Elle traverse les États de Goiás, du Minas Gerais et de São Paulo. 
Seuls deux petits tronçons, un de 15,5 km dans les environs de Cachoeira Dourada, et un autre de 82,6 km entre Ituiutaba (Minas Gerais) et Campina Verde (Minas Gerais) sont construits. 
Elle dessert, entre autres villes :
- Ituiutaba (Minas Gerais)
- Crucilândia (Minas Gerais)
- Campina Verde (Minas Gerais)

Elle est longue de 465,3 km (y compris les tronçons non construits).